# Макарий Оптинский
Иеросхимона́х Мака́рий (в миру Михаил Николаевич Иванов; 20 ноября (3 декабря) 1788 — 7 (20) сентября 1860) — священнослужитель Русской православной церкви, преподобный оптинский старец.

## Биография
Родился в сельце Щепятине Дмитровского уезда Орловской губернии (ныне деревня в Брасовском районе Брянской области) в семье дворян. Был старшим в семье, где кроме него было три брата: Алексей, Павел, Пётр и сестра Варвара. Мать, Елизавета Алексеевна, умерла от чахотки в 1797 году; в это время они жили вблизи Лаврентьева монастыря в окрестностях Калуги.
В Карачеве, где жила сестра отца, Николая Михайловича, он получил школьное образование, но уже на четырнадцатом году был вынужден поступить на службу бухгалтером в Льговское уездное казначейство; через три года он получил должность начальника стола счётной экспедиции в Курске в Казённой палате. В 1806 году, после смерти отца, вышел в отставку и уехал в наследованное имение в Орловской губернии.
В 1810 году Михаил отправился на богомолье в Площанскую Богородицкую пустынь, находившуюся в 40 верстах от имения и принял решение остаться в ней — 16 ноября 1810 года Михаил был принят в монастырь и 24 декабря того же года был пострижен в рясофор с именем Мелхиседек.
7 марта 1815 года был пострижен в мантию с именем Макарий, в честь преп. Макария Великого. В этом же году в Площанскую пустынь переселился старец Афанасий (Захаров), ученик Паисия (Величковского), в котором он обрёл духовного наставника.
В 1834 году перешёл в Оптину пустынь.
Его духовным наставником в Оптиной стал преподобный Леонид (в схиме Лев) Оптинский. Благодаря старцу Макарию были изданы собранные в Оптиной рукописи и переводы прп. Паисия (Величковского). Большую помощь в этом ему оказывали духовные чада — русский философ и литератор И. В. Киреевский и его жена Наталия Петровна. Под влиянием прп. Макария возникла целая школа издателей и переводчиков духовной литературы. На исповедь и благословение к прп. Макарию приезжали А. К. Толстой и А. С. Хомяков, Н. В. Гоголь и А. Н. Муравьёв.
Семь лет преподобные старцы Лев и Макарий руководили духовной жизнью братии и многих тысяч людей.
За два года до кончины преподобный Макарий принял великую схиму. До самой смерти преподобный принимал духовных чад и паломников, наставляя и благословляя их.